# Peter Grosser
Peter Grosser (* 28. September 1938 in München; † 2. März 2021 ebenda) war ein deutscher Fußballspieler und -trainer. In den 1960er Jahren war er Kapitän der Meistermannschaft des TSV 1860 München, mit dem er zudem den DFB-Pokal gewann und in das Finale des Europapokals der Pokalsieger einzog. Als Trainer war er vor allem bei der SpVgg Unterhaching tätig, wo er zudem über mehr als zehn Jahre hinweg Vizepräsident war.

## Sportliche Laufbahn

### Vereinskarriere

#### Jugendzeit
Grosser begann beim FC Neuhofen mit dem Fußballsport und wechselte dann zur Fußballabteilung des MTV München, bevor er 1956 in die Jugendabteilung des FC Bayern München übertrat. Ein Jahr später zahlte sich der Wechsel aus, da er zum Jugendnationalspieler reifte und 1958 in die erste Mannschaft aufrückte.

#### FC Bayern München
In seiner Premierensaison im Seniorenbereich entwickelte er sich rasch zu einem Ideengeber mit Abschlussqualitäten, der sich durch glänzendes Kombinationsvermögen auszeichnete. So absolvierte er 24 von 30 Punktspielen in der Oberliga Süd, der seinerzeit höchsten deutschen Spielklasse, und erzielte mit 15 Toren eine gute Quote, die er mit 18 Toren in 27 Punktspielen in der Folgesaison noch zu übertreffen wusste. In drei weiteren Spielzeiten erzielte er in 83 Punktspielen, die er bestritt, 32 Tore.
In jener Zeit arbeitete Grosser als Leiter des Auslieferungslagers für Schweißelektroden des damaligen Bayernpräsidenten und -mäzens Roland Endler. Nachdem es zwischen Endler und seinem Nachfolger Wilhelm Neudecker zum Bruch kam, weigerte sich Neudecker den Vertrag Grossers zu verlängern. Grosser wechselte daher zum Lokalrivalen.

#### TSV 1860 München
Zum Saisonstart am 24. August 1963, beim 1:1-Unentschieden im Heimspiel gegen Eintracht Braunschweig, gehörte er zur Startaufstellung und glänzte als Vorlagengeber des von Rudolf Brunnenmeier in der 17. Minute erzielten Führungstreffers.
Seine ersten beiden Bundesligatore erzielte er am 31. August 1963 (2. Spieltag) beim 3:3-Unentschieden im Auswärtsspiel gegen Borussia Dortmund mit den Treffern zum 2:2-Ausgleich in der 49. und der 3:2-Führung in der 67. Minute.
Unter dem österreichischen Trainer Max Merkel erlebte er mit der Mannschaft in den sich anschließenden Spielzeiten zahlreiche Erfolge. Höhepunkt dürfte sicherlich der Einzug in das Finale 1965 um den Europapokal der Pokalsieger gegen West Ham United mit Bobby Moore, Martin Peters und Geoff Hurst im Londoner Wembley-Stadion gewesen sein.
Trotz des individuellen Könnens der Mitspieler Rudolf Brunnenmeier, Friedhelm Konietzka, Alfred Heiß, Hans Küppers und Hans Rebele profitierte das Angriffsspiel der „Sechzger“ entscheidend von den Ideen und dem Kombinationsvermögen von Peter Grosser. Bis zum Saisonende 1968/69 absolvierte er für die „Löwen“ 130 Erstligaspiele, in denen er 49 Tore erzielte.

#### SV Austria Salzburg
Nach elf Fußballerjahren in Deutschland zog es ihn nach Österreich zum Bundesligisten SV Austria Salzburg, für den er bis zu seinem Karriereende 1975 164 Erstligaspiele bestritt und 32 Tore erzielte.

### Auswahleinsätze
Als Spieler des FC Bayern München, in deren Jugendabteilung er 1956 gewechselt war, bestritt er auch sein erstes Länderspiel. Er nahm an dem von der UEFA zum fünften Mal ausgetragenen Jugendturnier teil und kam am 18. April 1957 in Madrid beim 1:1-Unentschieden im dritten Gruppenspiel gegen die Auswahl Spaniens an der Seite von Karl-Heinz Schnellinger zu seinem Debüt. Noch im selben Jahr gab er auch sein Debüt in der Amateurnationalmannschaft, die am 12. Oktober im Londoner Stadtteil Ilford mit 3:2 gegen die Auswahl Englands gewann. Am 4. und 7. Mai 1958 bestritt er zwei weitere Einsätze in dieser Auswahlmannschaft. In Le Mans verlor er mit der Mannschaft mit 2:4 gegen die Auswahl Frankreichs und in Gelsenkirchen erzielte er beim 5:1-Sieg gegen die Auswahl von Curaçao sein erstes Länderspieltor.
Am 22. Oktober 1958 wurde er von Bundestrainer Sepp Herberger für die B-Nationalmannschaft berücksichtigt und in Karlsruhe beim 1:0-Sieg gegen die Auswahl Österreichs eingesetzt; so auch am 8. November 1959 in Saarbrücken beim 2:1-Sieg gegen die Auswahl Ungarns.
Zu Länderspieleinsätzen in der A-Nationalmannschaft reichte es zunächst noch nicht. Der gestrenge Herr von Hohensachsen monierte die fehlende Konstanz der Leistung von Grosser. „Einen wie ihn könnte ich immer gebrauchen, doch man weiß bei ihm nie, wann er gerade in Form ist.“, soll Herberger mal über Grosser gesagt haben.
Nachdem Grosser (mittlerweile Spieler des TSV 1860 München) auch unter Herbergers Nachfolger Helmut Schön zunächst noch ein weiteres B-Länderspiel absolvierte, das am 1. September 1965 in Köln mit 3:0 gegen die Auswahl der Sowjetunion gewonnen wurde, kam er ausgerechnet beim entscheidenden WM-Qualifikationsspiel am 26. September 1965 in Stockholm, beim 2:1-Sieg gegen die Auswahl Schwedens, zu seinem ersten A-Länderspiel. Er war es schließlich auch, der die – von Uwe Seeler zum 2:1-Siegtreffer verwertete – Vorlage gegeben hatte und somit das gegebene Vertrauen bestätigen konnte. Mit Franz Beckenbauer gab an diesem Tage aber noch ein anderer Münchener seinen erfolgreichen Einstand in der A-Nationalmannschaft.
Sein zweites, zugleich letztes Länderspiel für diese Auswahlmannschaft, bestritt er am 7. Mai 1966, unmittelbar vor der Weltmeisterschaft 1966 in England, beim 2:0-Sieg gegen die Auswahl Nordirlands in Belfast. Zu seiner persönlichen Enttäuschung, aber auch dem Unverständnis vieler Fußballexperten, wurde er dann nicht für dieses Turnier nominiert. Das hatte wohl damit etwas zu tun, dass Peter Grosser erklärte, er sei gerade aus dem Urlaub zurückgekommen und habe nichts für seine Fitness gemacht, als Helmut Schön im Juni 1966 kurz vor der Kadernominierung bei ihm anrief.

## Erfolge
- Deutscher Meister 1966 (mit dem TSV 1860 München)
- Finalist im Europapokal der Pokalsieger 1965 (mit dem TSV 1860 München)
- DFB-Pokal-Sieger 1964 (mit dem TSV 1860 München)
- UI-Cup-Sieger 1970, 1971 (mit dem SV Austria Salzburg)

## Trainerkarriere
In den Jahren 1974 bis 1982 war er als Jugendtrainer beim Münchner TSV Forstenried aktiv, wo er seine Fähigkeiten an seinen Sohn und die von ihm betreuten jungen Spieler weitervermitteln konnte. Mehr als ein halbes Dutzend seiner Schützlinge aus dem TSV Forstenried sind ihm im Alter von 18 Jahren zur SpVgg Unterhaching gefolgt.
Er betreute von 1977 bis 1987 die SpVgg Unterhaching, die er aus der Bezirksklasse bis in die drittklassige Amateurliga Bayern führte. Nach dem Aufstieg in die Bayernliga 1981 wurde er mit der Mannschaft in der Spielzeit 1982/83 dort Meister, scheiterte aber mit nur einem Sieg in der Aufstiegsrunde zur 2. Bundesliga als Gruppenletzter hinter dem SSV Ulm 1846, dem 1. FC Saarbrücken und dem VfR Bürstadt. In den folgenden Jahren platzierte sich der Klub weiters vornehmlich im vorderen Drittel der Tabelle. Im März 1987 kündigten Verein und Trainer die Trennung nach Ende der Spielzeit 1986/87 an, Grosser wollte sich anschließend vermehrt um seine geschäftlichen Verpflichtungen kümmern. Unter seinem Nachfolger Karsten Wettberg stieg die Mannschaft vom Stadion an der Grünau erstmals in die 2. Bundesliga auf.
Im Juni 1987 verkündete der Bayern-Landesligist SV Türk Gücü München die Verpflichtung Grossers als neuen Trainer. Am Ende seiner ersten Spielzeit im Amt führte er den Klub zur Viertligameisterschaft und damit in die Amateurliga Bayern. Anschließend schlug er ein Angebot des TSV 1860 München aus. In der dritten Liga gelang ihm mit dem Liganeuling in der Spielzeit 1988/89 der sechste Platz, 15 Punkte hinter seinem Ex-Klub imd späteren Zweitligaaufsteiger SpVgg Unterhaching. Nach einem misslungenen Start in die Folgesaison – nach sieben Spieltagen hatte die Mannschaft nur zwei Tore erzielt und stand mit fünf Punkten auf dem drittletzten Tabellenplatz – trat er Anfang September 1989 zurück und wurde durch Gerd Zewe als Spielertrainer beerbt.
Am Saisonende 1992/93 kehrte er noch einmal auf die Unterhachinger Trainerbank zurück. Als Nachfolger von Rainer Adrion sollte er dem Verein einen Platz in der Südstaffel der zweiten Bundesliga sichern, der für die Teilnahme an der in der Folgesaison wieder eingleisigen zweiten Bundesliga ausreicht. Es reichte aber nur zum 18. Platz in der 24er Liga – einen Platz und einen Punkt hinter dem qualifizierenden 17. Rang.

## Sonstiges
Von 1990 bis 2011 war Peter Grosser Vizepräsident der SpVgg Unterhaching unter dem langjährigen Vereinschef Engelbert Kupka.
Peter Grossers Bruder Rudolf „Rudi“ Grosser war ebenso Berufsfußballer und spielte beim FC Bayern und Young Boys Bern. Sein Bruder Robert trat in den 1960er Jahren für Bayern in der Oberliga und der Regionalliga an. 
Auch sein Sohn Thomas (1965–2008) war Profi-Fußballspieler; er starb mit 42 Jahren im Februar 2008 während eines Hallentrainings der Seniorenmannschaft in Unterhaching. Sein zweiter Sohn Peter starb bereits 1979 im Alter von 19 Jahren an den Folgen eines Verkehrsunfalls.
Peter Grosser verstarb am 2. März 2021 in seiner Münchner Wohnung. Er wurde auf dem Friedhof in Unterhaching in dem Familiengrab beigesetzt, in dem auch seine Mutter Hella Grosser und seine beiden Söhne ruhen.